# Friedrich-Koenig-Denkmal

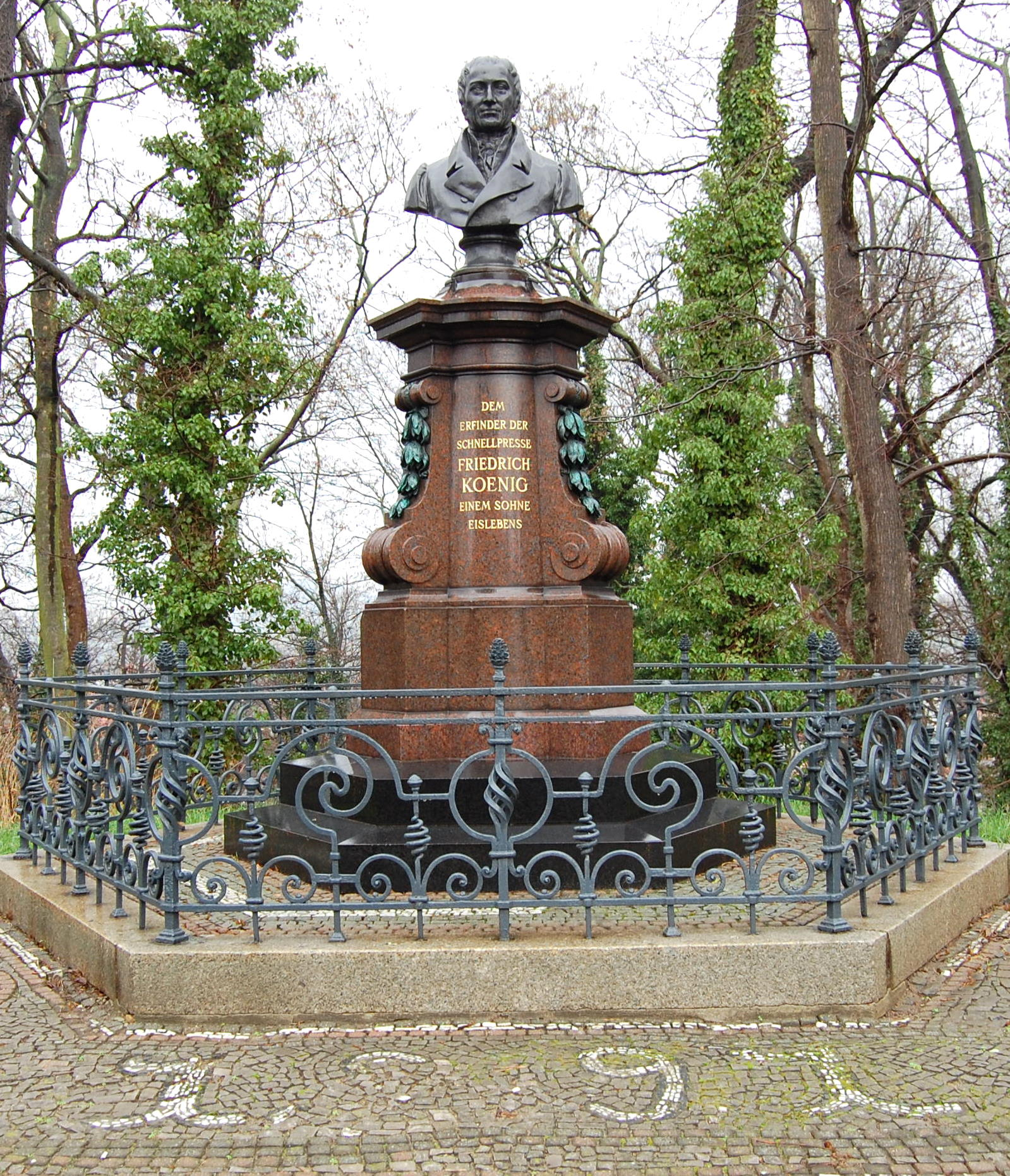
Friedrich-Koenig-Denkmal

Das Friedrich-Koenig-Denkmal ist ein Denkmal in der Lutherstadt Eisleben in Sachsen-Anhalt.
Es wurde 1891 für den Buchdrucker Friedrich Koenig errichtet und am 3. Mai 1891 enthüllt. Der in Eisleben geborene Friedrich Koenig hat sich als Erfinder der für den Buchdruck bedeutenden Schnellpresse hervorgetan. Das von Fritz Schaper geschaffene Denkmal steht in der Friedrich-Koenig-Straße/Ecke Wilhelm-Beinert-Straße und zeigt eine überlebensgroße, Koenig darstellende Bronzebüste. Die Büste thront auf einem Postament aus Granit und ist mit Voluten im Stil des Barock verziert. Auf dem Postament befindet sich die Inschrift: DEM / ERFINDER DER / SCHNELLPRESSE / FRIEDRICH / KOENIG / EINEM SOHNE / EISLEBENS. Umgeben ist das Denkmal von einer schmiedeeisernen Umzäunung. Im Pflaster vor dem Denkmal ist die Jahreszahl der Denkmalerrichtung 1891 eingelassen.
An der Finanzierung des Denkmals hat sich der Verein Deutscher Ingenieure mit einem Betrag von 1000 Mark beteiligt.